# قناة إيري
قناة إيري هي مجرى مائي يقع في نيويورك وتمتد حوالي 363 ميل (584 كـم) من مدينة ألباني، نيويورك على نهر هدسون إلى مدينة بوفالو، نيويورك على بحيرة إيري، مكملة الطريق المائي الصالح للملاحة من المحيط الأطلسي إلى البحيرات العظمى. وتحتوي القناة على 36 هويسًا وتمتد لارتفاع إجمالي متباين يصل إلى 565 قدمًا (169 مترًا). وقد تقرر إنشاؤها لأول مرة عام 1807م، وكانت تحت الإنشاء منذ عام 1817م حتى عام 1825م وافتُتحت رسميًا في 26 من أكتوبر 1825م.
وكانت القناة هي شبكة النقل الأولى بين الساحل الشرقي (مدينة نيويورك) والمناطق الداخلية الغربية (البحيرات العظمى) في الولايات المتحدة التي لا تتطلب نقل السلع والمراكب برًا أو من نهر إلى آخر، فقد كان النقل عبرها أسرع من العربات التي تجرها الحيوانات وانخفضت تكاليف النقل بنحو 95%. وقد شجٌع وجود القناة على الزيادة السكانية في غرب ولاية نيويورك، مما فتح مناطق إضافية غرب المستوطنة كما أنها ساعدت مدينة نيويورك على أن تصبح الميناء الأمريكي الرئيس. وقد تم توسيع القناة بين عامي 1834م و 1862م. وفي عام 1918م، حلّت قناة أكبر محل القناة الموسعة وهي قناة بارج بولاية نيويورك.
وحاليًا، تعد القناة جزءًا من شبكة قنوات ولاية نيويورك. وفي عام 2000م، خصص الكونغرس الأمريكي ممر التراث الوطني إيري كانالواي  للتعرف على الأهمية الوطنية لشبكة القنوات باعتبارها الممر المائي الأكثر نجاحًا وتأثيرًا من صنع الإنسان وواحدة من أهم أعمال الهندسة المدنية والبناء في أمريكا الشمالية. وقد شهدت القناة، التي كانت تستخدمها المراكب الترفيهية بشكل أساسي في الماضي القريب، زيادة في الحركة التجارية في عام 2008م.

### قائمة المصادر
- Bernstein, Peter L. Wedding of the Waters: The Erie Canal and the Making of a Great Nation, (W.W. Norton, 2005), ISBN 0-393-05233-8.
- Finch, Roy. "The Story of the New York State Canals: Governor Dewitt Clinton's Dream" 1925 نسخة محفوظة 4 سبتمبر 2009 على موقع واي باك مشين.
- Koeppel, Gerard. Bond of Union: Building the Erie Canal and the American Empire, Cambridge, Mass.: Da Capo Press, 2009, ISBN 0-306-81827-2 online review
- McGreevy, Patrick. Stairway to Empire: Lockport, the Erie Canal, and the Shaping of America (Albany: SUNY Press, 2009) ISBN 978-1-4384-2527-6 online review
- Papp, John P. The Erie Canal Albany to Buffalo. Schenectady, New York: Historical Publications (1977).
- Shaw, Ronald E. Erie water west: a history of the Erie Canal, 1792-1854	(1990) online edition
- Sheriff, Carol. The Artificial River: The Erie Canal and the Paradox of Progress, 1817-1862, by New York : Hill and Wang, 1996, ISBN 0-8090-2753-4.

## وصلات خارجية
- Information and Boater's Guide to the Erie Canal نسخة محفوظة 11 مايو 2013 على موقع واي باك مشين.
- Canalway Trail Information
- Historical information (with photos) of the Erie Canal
- New York State Canal Corporation Site نسخة محفوظة 1 مارس 2007 على موقع واي باك مشين.
- The Opening of the Erie Canal - An Online Exhibition by CUNY
- The Canal Society of New York State
- Digging Clinton's Ditch: The Impact of the Erie Canal on America 1807-1860  نسخة محفوظة 24 أكتوبر 2019 على موقع واي باك مشين. Multimedia
- A Glimpse at Clinton's Ditch, 1819-1820 by Richard F. Palmer
- Guide to Canal Records in the New York State Archives
- The Erie Canal Mapping Project

الصور والخرائط
- Photos of historic Erie Canal Structures
- Photos of historic Erie Canal Locks
- Photos of some Erie Canal Aqueducts
- Approximate route of the Erie Canal on Google Maps

الحدائق والمتاحف
- Erie Canal Society of New York State
- Parks and Trails New York Canalway Corridor
- A plan for a Buffalo-Erie Canal Foundation Museum and Database